# خافيير كاييخا
خافيير كاليخا (بالإسبانية: Javier Calleja Revilla)‏ (مواليد 12 مايو 1978 في مدريد - إسبانيا) لاعب كرة قدم إسباني يلعب حاليا لصالح نادي الدرجة الأولى أوساسونا الإسباني منذ 2009 في مركز الجناح الأيسر .

## روابط خارجية
- خافيير كاييخا على موقع قاعدة بيانات كرة القدم.إي يو (الإنجليزية)
- خافيير كاييخا على موقع Soccerway.com (الإنجليزية)
- خافيير كاييخا على موقع عالم كرة القدم.نت (الإنجليزية)
- خافيير كاييخا على موقع كووورة